# بانوی گوآدالوپه‌ای ما در اکسترمادورا
بانوی گوآدالوپه‌ای ما در اکسترمادورا (انگلیسی: Our Lady of Guadalupe in Extremadura) یک زیارتگاه مریم مقدس در شهر کاسرس اسپانیا است که تاریخ آن به پادشاهی قرون‌وسطایی کاستیا بازمی‌گردد. این تصویر در صومعه سانتا ماریا د گوادالوپه، در بخش خودمختار اکسترمادورای اسپانیا نگهداری می‌شود و به‌عنوان مهم‌ترین زیارتگاه ماریایی کشور شناخته می‌شود.
این مجسمه یکی از پانزده بانوی سیاه‌چهره در اسپانیاست. این تندیس در ۱۲ اکتبر ۱۹۲۸ توسط پاپ پیوس یازدهم به‌طور شرعی تاج‌گذاری شد؛ تاجی که طراحی و ساخت آن را پدر فلیکس گرندا بر عهده داشت و مراسم تاج‌گذاری در حضور شاه آلفونسوی سیزدهم اسپانیا برگزار شد.